# Дельта Цефея
δ Цефея (δ Cep, δ Cephei) — зоряна система з чотирьох зір, розташована на відстані близько 887 світлових років у північному приполярному сузір'ї Цефея. Головна зоря системи — δ Цефея А — є прототипом класичних цефеїд — зір, які показують періодичні зміни яскравості. Видима зоряна величина зорі становить 0,23 внаслідок міжзоряного поглинання її світла газом та пилом у напрямку зору.

## Відкриття змінності
Змінність δ Цефея відкрив Джон Ґудрайк 1784 року. Він описав своє перше спостереження 19 жовтня 1784 р., за яким відбулася регулярна серія спостережень більшість ночей до 28 грудня, та далі у першій половині 1785 р. Змінність зорі була описана у листі від 28 червня 1785 р. і формально опублікована 1 січня 1786 р. Це була друга описана зоря цього типу змінності — 10 вересня 1784 року Едвард Піґотт помітив змінність η Орла, першої відомої представниці класичних цефеїд.

## Характеристики
Головна зоря системи — δ Цефея А — є прототипом змінних зір і однією з найближчих змінних цього типу від Сонця (ближча лише Полярна зоря). Змінність зумовлена регулярною пульсацією зовнішніх шарів зорі. Видима зоряна величина змінюється від +3,48 до +4,37, а спектральний клас від F5 до G3 (зоря є жовтим надгігантом). Період пульсації становить 5,366341 днів, при цьому зростання до максимуму відбувається швидше, ніж падіння до мінімуму (див.криву блиску на малюнку).

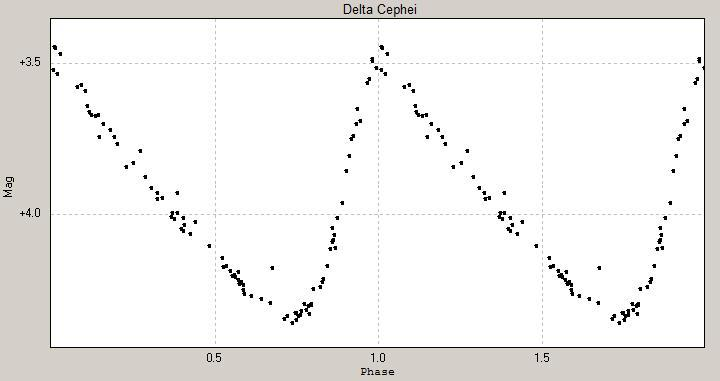
Крива блиску δ Цефея показує її зоряну величину на різних стадіях пульсації

Оскільки період змінних цього типу залежить від світності зорі, δ Цефея особливо важлива для калібрування співвідношення період—світність, оскільки її відстань від Землі визначена найкраще. Частково така точність завдячує належності зорі до зоряного скупчення та доступністю досить точних паралаксів, виміряних телескопами Габбл та Гіппаркос. Телескоп Габбла виміряв відстань до δ Цефея 2002 року у 273 парсека (з похибкою 4 %); новий аналіз даних Гіппаркоса визначив більший паралакс, ніж вважалось раніше, що означає меншу відстань — 244 ± 10 парсек (~800 світлових років).
Вважається, що змінні типу δ Цефея мають масу 3–12  сонячних та проходять головну послідовність як зорі спектрального класу B. Коли у їх ядрі вигорає водень, вони переходять на пізніші стадії ядерного горіння, полишаючи головну послідовність. Маса δ Цефея, визначена з показника кольору, становить 4,5 ± 0,3 мас Сонця, а за еволюційними моделями — 5,0 - 5,25 мас Сонця. На поточній стадії еволюції зорі її зовнішні шари розширились до ~44,5 діаметрів Сонця (під час пульсацій вони коливаються приблизно на 4 діаметри Сонця).

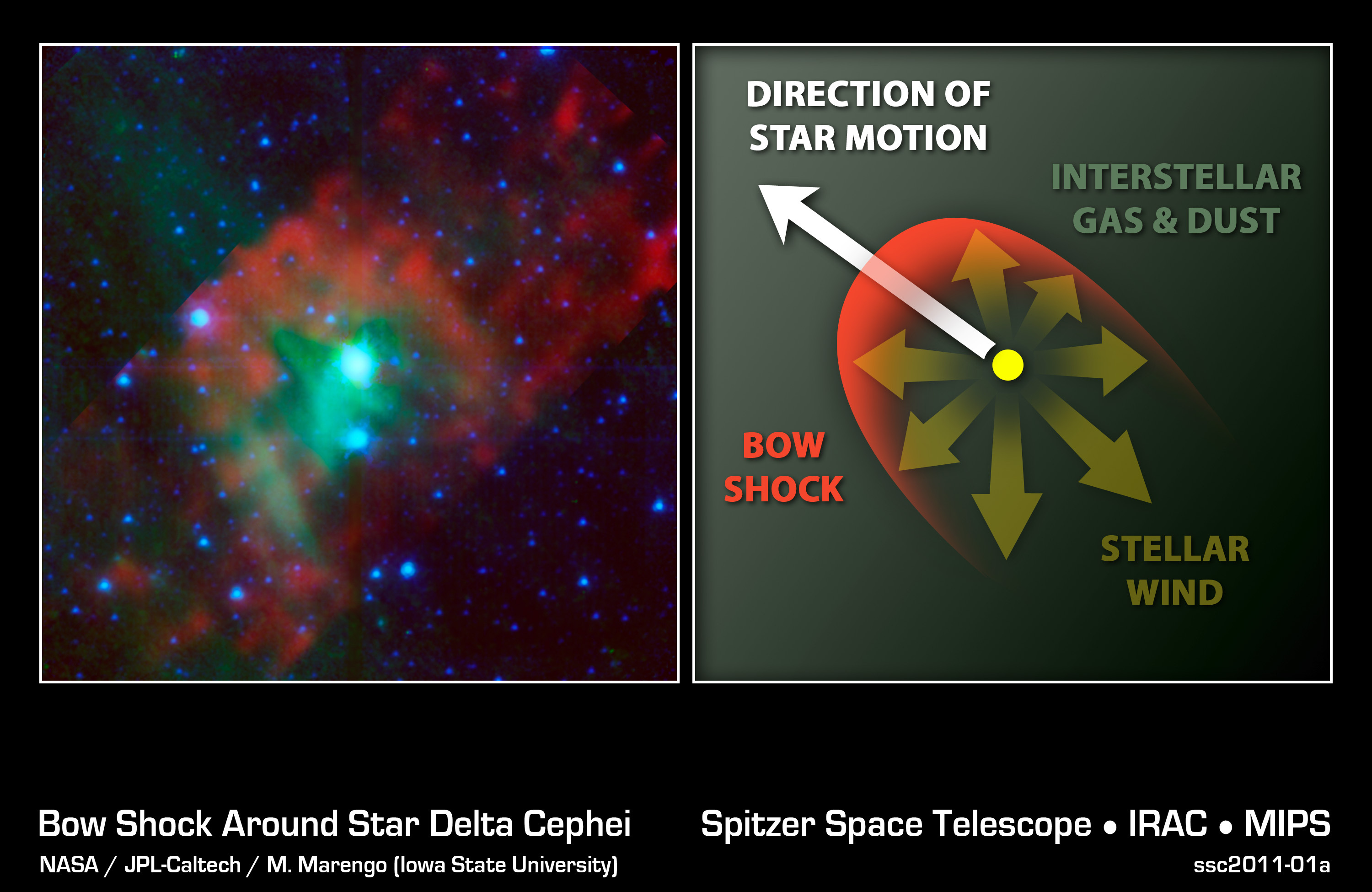
Ударна хвиля довкола δ Цефея

δ Цефея ~2 000 разів яскравіша за Сонце. Це створює потужний зоряний вітер, який у поєднанні з пульсацією та ударними хвилями в атмосфері зорі викидає зоряну речовину зі швидкістю (1,0 ± 0,8) × 10−6 мас Сонця на рік (або 1 маса Сонця за мільйон років). Речовина витікає зі швидкістю ~35 км/с, утворює довкола зорі туманність діаметром бл. 1 парсека і містить 0,07–0,21 мас Сонця нейтрального водню. Ударна хвиля формується там, де зоряний вітер стикається з навколишнім міжзоряним середовищем.
Пекулярна швидкість δ Цефея щодо сусідів становить 13,5 ± 2,9 км/с. Існує припущення, що вона є членом зоряного скупчення Cep OB6, а тому може бути приблизно того ж віку, що й скупчення — ~79  млн.років. 

### Супутники
На кутовій відстані 40 кутових секунд (~12 тис. а.о.) від δ Цефея A розташований супутник δ Цефея В (HD 213317) з видимою зоряною величиною +7,5 та періодом обертання ~500 років, видимий у невеликий телескоп. Він сам є подвійною зорею з поєднаним спектральним класом B7–8 III–IV. Цей супутник підігріває речовину, яку зоряний вітер видуває з δ Цефея, і туманність світиться на інфрачервоних хвилях.

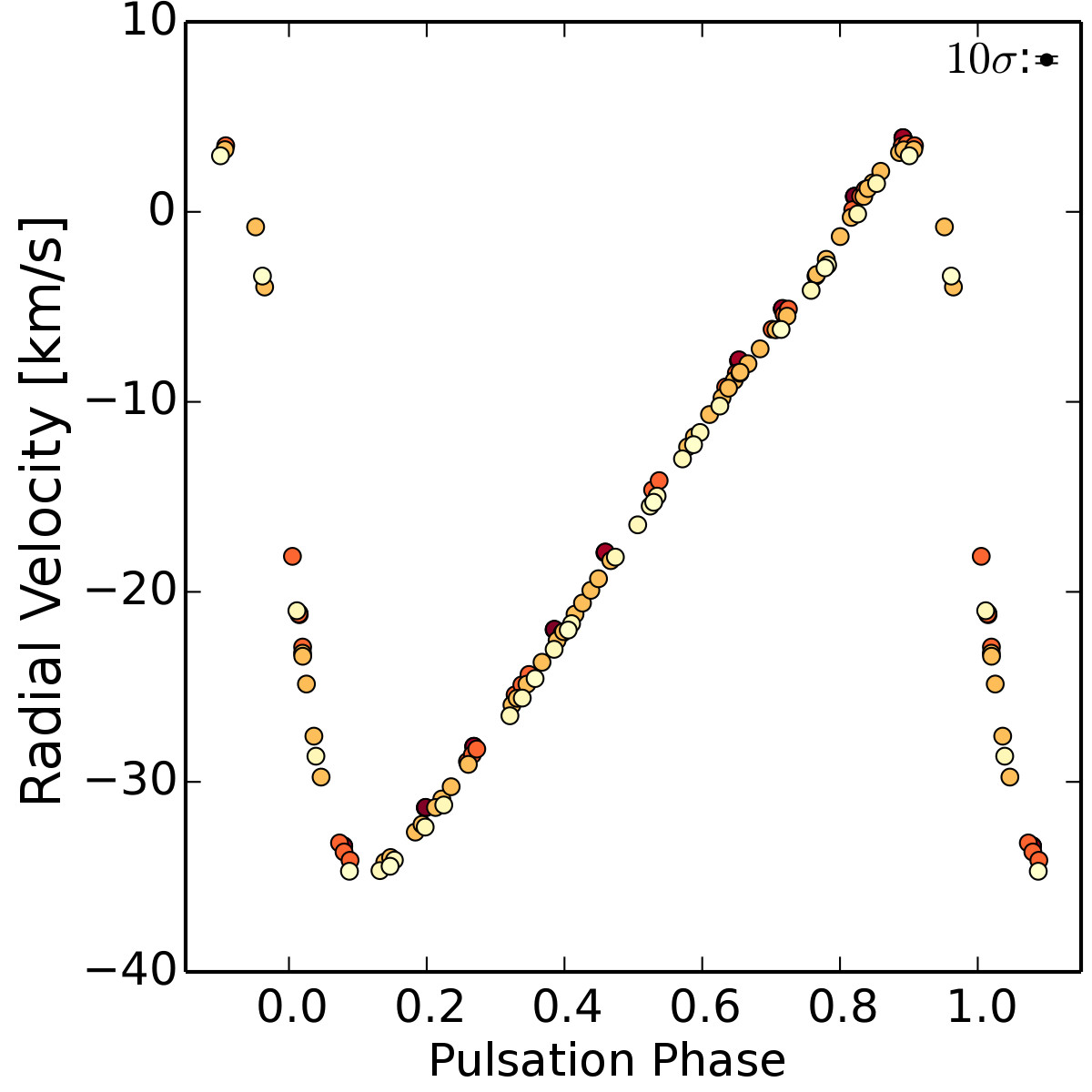
Крива променевої швидкості δ Цефея A. Зсув між точками однакового кольору пов'язаний зі спектроскопічним супутником, δ Цефея B.

Виміри променевої швидкості δ Цефея виявили невеликий спектроскопічний супутник із 6-річним періодом обертання довкола δ Цефея A. Маса його оцінюється ~10 разів меншою від маси δ Цефея A, під час проходження через перицентр вони наближаються на відстань до двох астрономічних одиниць. Наявність цього супутника слід враховувати, коли Gaia буде вимірювати паралакс δ Цефея. Інший візуальний супутник, δ Цефея C, може також бути спектроскопічним та астрометричним, можливо, δ Цефея є ієрархічною зоряною системою, яка складається з двох спектрально-подвійних зір.